# 豊ヶ岡駅
豊ヶ岡駅（とよがおかえき）は、北海道樺戸郡月形町字豊ヶ丘にあった北海道旅客鉄道（JR北海道）札沼線（学園都市線）の駅（廃駅）である。事務管理コードは▲130212。

## 概要
1960年（昭和35年）9月に開業した、月形村豊ヶ丘地区（現在の月形町字豊ヶ丘）住民の要望により設置された請願駅である。当時、駅から北西約5kmの山中にある月形炭鉱が1947年（昭和22年）に本格稼働するなど、駅周辺は発展していたが、炭質の低下や石炭需要の減少などで1963年（昭和38年）に閉山し、その後周辺に暮らす人も少なくなった。駅は木々に挟まれ、細い砂利道の先に位置していることから、いわゆる「秘境駅」として人気が高まり、鉄道写真の撮影スポットとして知られていた。廃線後も、ホームの保存が計画されている。

## 歴史

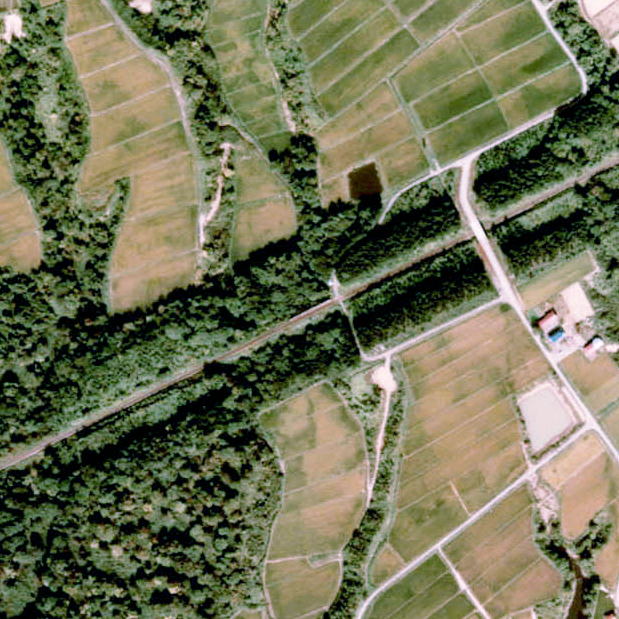
1976年の豊ヶ岡駅と周囲約500m範囲。左が札幌方面。

- 1960年（昭和35年）9月10日：日本国有鉄道（国鉄）札沼線の駅として開業[3][6]。気動車の旅客のみ取り扱う駅員無配置駅[7]。
- 時期不詳：月形町が待合室を設置[新聞 3][新聞 4]。
- 1987年（昭和62年）4月1日：国鉄分割民営化に伴い、北海道旅客鉄道（JR北海道）に継承[3]。
- 1991年（平成3年）3月16日：「学園都市線」の愛称を設定[報道 2][報道 3][8]。
- 1996年（平成8年）3月16日：札沼線（学園都市線）のうち、当駅を含む石狩当別駅（現・当別駅） - 新十津川駅間でワンマン運転開始[8]。
- 2020年（令和2年）
  - 4月17日：新型コロナウイルス感染症（COVID-19）感染拡大を受けた緊急事態宣言に伴うJR北海道の最終運転繰り上げにより、4月18日から5月6日まで全列車運休措置。実質的な最終営業日となる[報道 4]。
  - 5月7日：北海道医療大学駅 - 新十津川駅間の廃止と共に廃駅となる[報道 1][新聞 5][新聞 6][新聞 7]。

### 駅名の由来
付近がゆるい丘陵性の地形で、ほとんどが農耕地であり、「五穀の豊かなみのりの地」であることを願って命名された。

## 駅構造
単式ホーム1面1線（全長40m）を有していた地上駅。石狩当別駅が管理していた無人駅。開業当初はホームのみの駅であったが、後に月形町により、広さ10畳ほどでトイレ付の木造待合室が設置され、当駅の廃止まで使われた。
待合室に掲げられた木製駅名板は、1997年（平成9年）5月に北海道恵庭市に住む鉄道愛好家の男性が手作りし、設置したものである。「邪魔なら捨てられるだろう」とJR北海道には無断であったが、23年使われ続けた。廃止予定を知った男性がJR北海道を通じて月形町役場に連絡し、側面の署名から製作者本人と確認された。月形町役場は盗難を防ぐため最終運行後に取り外し、保存することを決めた。
2020年5月7日の北海道医療大学駅 - 新十津川駅間の廃止にあたって、同日未明にホームに設置されていた駅名標が撤去された。

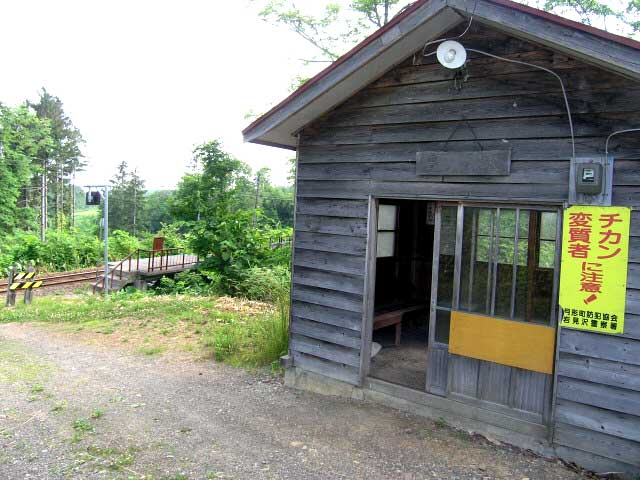
駅舎とホーム（2004年6月）
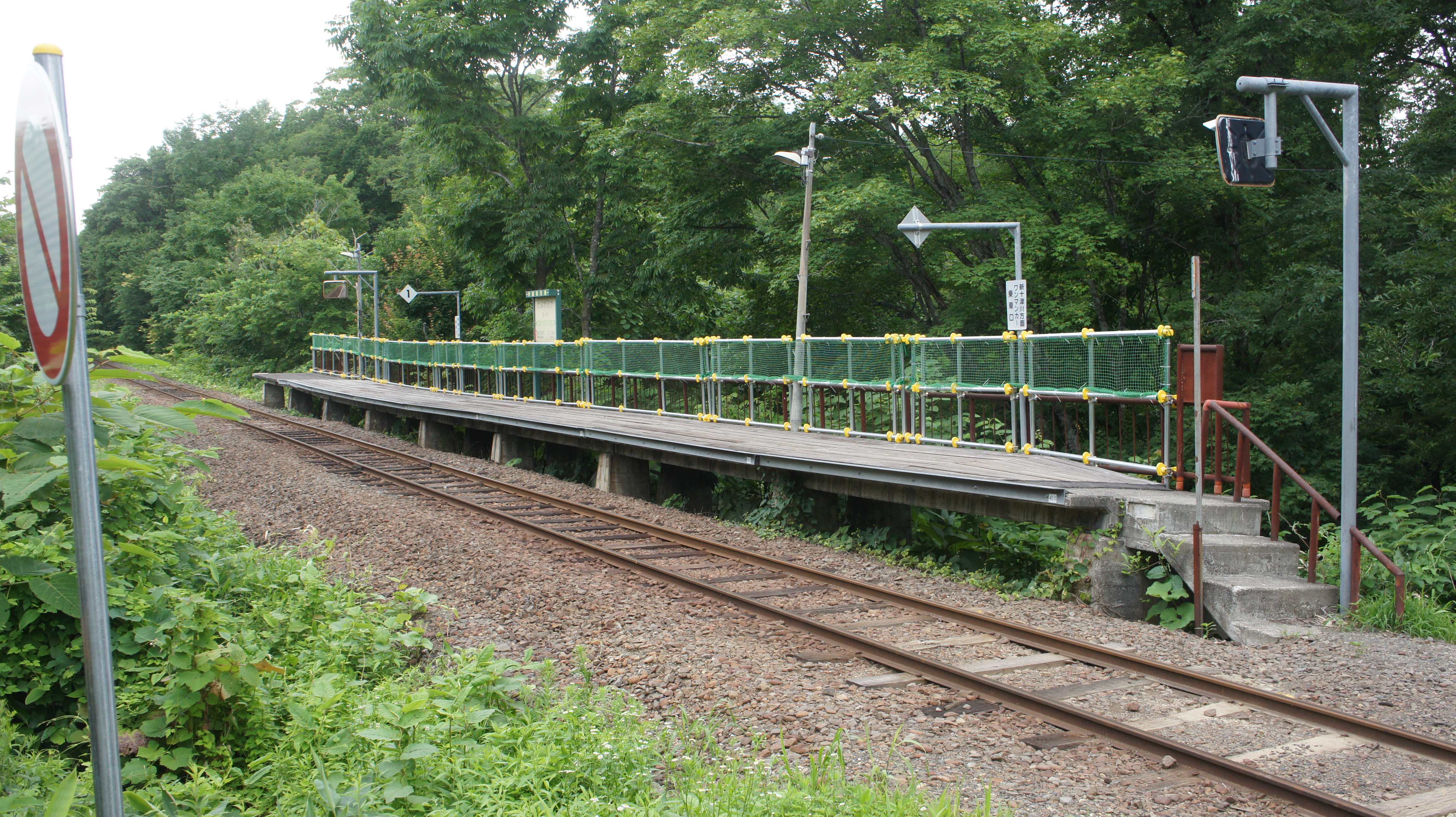
ホーム（2017年7月）
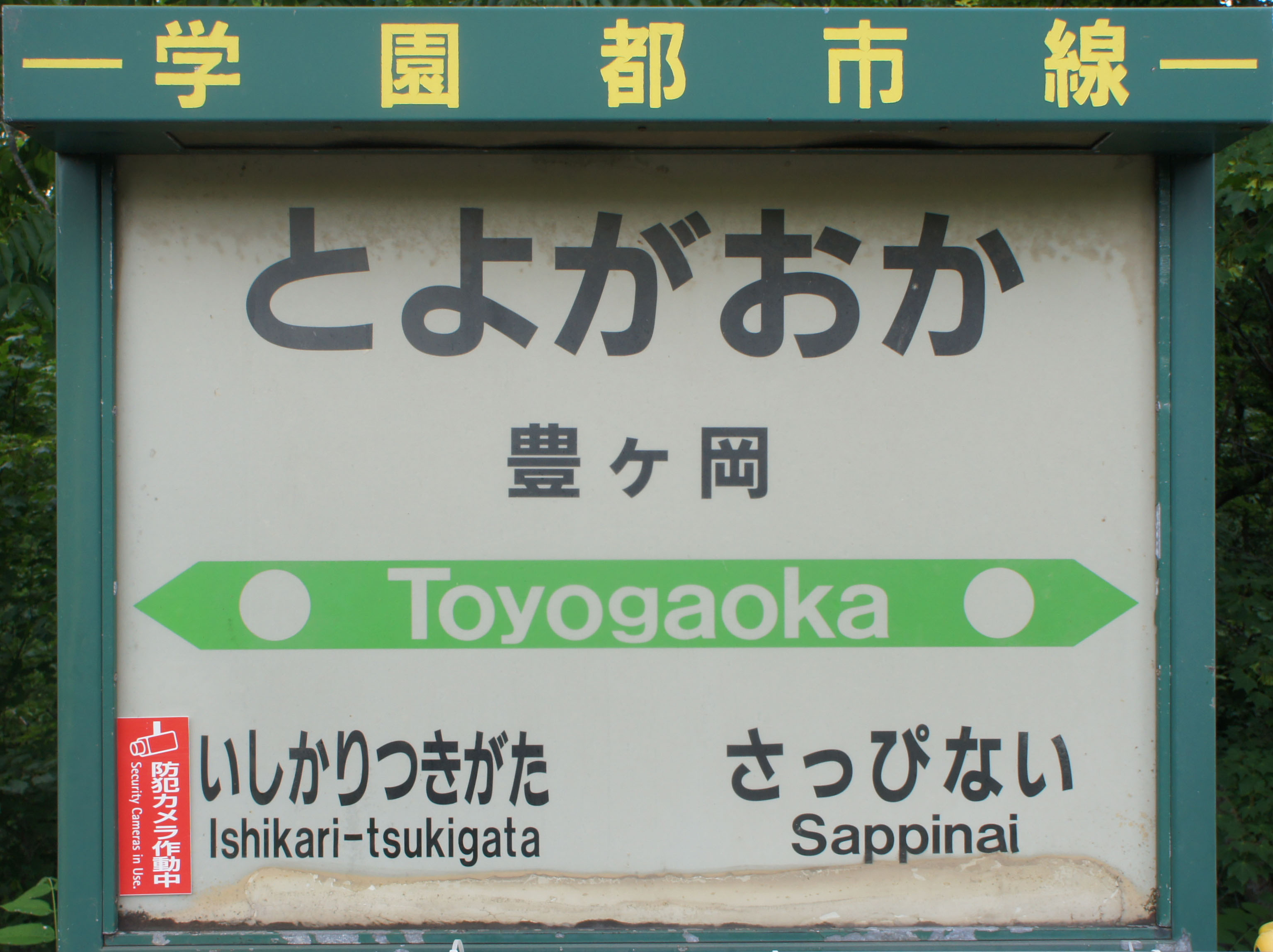
駅名標（2017年7月）

## 利用状況
- 2011 - 2015年（平成23 - 27年）の乗降人員調査（11月の調査日）平均は「1名以下」[報道 5]。
- 2012 - 2016年（平成24 - 28年）の乗車人員（特定の平日の調査日）平均は1.2人[報道 6]。
- 2013 - 2017年（平成25 - 29年）の乗車人員（特定の平日の調査日）平均は1.0人[報道 7]。
- 2014 - 2018年（平成26 - 30年）の乗車人員（特定の平日の調査日）平均は1.2人[報道 8]、乗降人員調査（11月の調査日）平均は「3名以下」[報道 9]。
- 2015 - 2019年（平成27 - 令和元年）の乗車人員（特定の平日の調査日）平均は1.4人[報道 10]。

## 駅周辺
鉄道林に囲まれている。駅につながる道は未舗装の細い道である。駅への案内標識は、およそ1km離れた国道275号上に小さなものがあるだけで、付近の跨線橋からは駅を視認できるが、駅付近に標識は存在しない。
かつては近くに月形炭鉱が存在し、掘り出した石炭は、鉱口から当駅近くにある貯炭場まで運び、札沼線の貨車に載せていた。

## 廃止後
札沼線の当駅を含む区間の路線廃止に伴い代替バス（月形浦臼線）が設定されたものの、同路線は札沼線の経路と異なり国道275号を直行するため、当駅付近には乗り入れていない。
レールが保存されている、当駅を含む石狩月形駅 - 札比内駅間7.2kmの区間を、地元有志によりトロッコとして整備する計画がある。
2021年（令和3年）2月に月形町が示した方針では、待合所を撤去し、ホームは保存する計画とされている。

## 隣の駅
北海道旅客鉄道（JR北海道）
札沼線（学園都市線）
石狩月形駅 - 豊ヶ岡駅 - 札比内駅

### 報道発表資料
1. 1 2  『札沼線（北海道医療大学・新十津川間）の鉄道事業廃止届の提出について』（PDF）（プレスリリース）北海道旅客鉄道、2018年12月21日。オリジナルの2018年12月24日時点におけるアーカイブ。2018年12月24日閲覧。
2. ↑  『札沼線（学園都市線）の電化について』（PDF）（プレスリリース）北海道旅客鉄道、2009年9月9日。2009年9月14日閲覧。
3. ↑  『札沼線（学園都市線）の電化開業時期について』（PDF）（プレスリリース）北海道旅客鉄道、2011年10月13日。2011年10月17日閲覧。
4. ↑  『札沼線（北海道医療大学・新十津川間）最終運行について』（PDF）（プレスリリース）北海道旅客鉄道、2020年4月16日。オリジナルの2020年4月16日時点におけるアーカイブ。2020年4月16日閲覧。
5. ↑  “極端にご利用の少ない駅（3月26日現在）” (PDF). 平成28年度事業運営の最重点事項.   北海道旅客鉄道. p. 6 (2016年3月28日). 2017年12月10日閲覧。
6. ↑  「札沼線(北海道医療大学・新十津川間）」（PDF）『線区データ（当社単独では維持することが困難な線区）』、北海道旅客鉄道株式会社、2017年12月8日。2017年12月10日閲覧。
7. ↑  「札沼線(北海道医療大学・新十津川間）」（PDF）『線区データ（当社単独では維持することが困難な線区）（地域交通を持続的に維持するために）』、北海道旅客鉄道株式会社、2018年7月2日。オリジナルの2017年12月31日時点におけるアーカイブ。2018年7月4日閲覧。
8. ↑  “札沼線（北海道医療大学・新十津川間）” (PDF). 線区データ（当社単独では維持することが困難な線区）(地域交通を持続的に維持するために).   北海道旅客鉄道. p. 3 (2019年10月18日). 2019年10月18日時点のオリジナルよりアーカイブ。2019年10月18日閲覧。
9. ↑  “駅別乗車人員” (PDF). 全線区のご利用状況（地域交通を持続的に維持するために）.   北海道旅客鉄道. 2020年1月20日時点のオリジナルよりアーカイブ。2020年1月20日閲覧。
10. ↑  “札沼線（北海道医療大学・新十津川間）” (PDF). 地域交通を持続的に維持するために > 輸送密度200人未満の線区（「赤色」「茶色」5線区）.   北海道旅客鉄道. p. 3 (2020年10月30日). 2020年11月2日時点のオリジナルよりアーカイブ。2020年11月4日閲覧。

### 新聞記事
1. 1 2 3  “札沼線 波乱の歴史 戦争で休止／炭鉱消え「秘境駅」に 廃止区間、地域支えた85年”. 北海道新聞. (2020年4月18日).  オリジナルの2020年4月19日時点におけるアーカイブ。 2020年4月22日閲覧。
2. ↑  “線路で撮影?列車98分遅らす 札沼線・豊ケ岡駅 警笛にも立ち去らず”. 北海道新聞. (2019年12月1日).  オリジナルの2019年12月1日時点におけるアーカイブ。 2020年4月25日閲覧。
3. 1 2 3  “JR札沼線豊ヶ岡駅名板の作者判明 恵庭の佐藤さん、保存機に”. 北海道新聞. (2020年4月22日).  オリジナルの2020年4月22日時点におけるアーカイブ。 2020年4月22日閲覧。
4. 1 2 3  紙面版：『北海道新聞』朝刊2020年4月23日（第4者海面）JR札沼線廃止区間の「秘境駅」豊ケ岡駅名板 作者は私です 恵庭の伊藤さん「さびしそう」23年前設置。
5. ↑  “札沼線・北海道医療大学-新十津川 20年5月7日に廃止”. 北海道新聞 どうしん電子版. (2018年12月8日).  オリジナルの2018年12月17日時点におけるアーカイブ。 2018年12月8日閲覧。
6. ↑  “札沼線廃止、21日にも届け出 JR、沿線4町と覚書調印”. 北海道新聞 どうしん電子版. (2018年12月21日).  オリジナルの2018年12月23日時点におけるアーカイブ。 2018年12月23日閲覧。
7. ↑  “JR札沼線、北海道医療大学-新十津川間が廃止へ 2020年5月、地元と合意”. 毎日新聞. (2018年12月20日).  オリジナルの2018年12月23日時点におけるアーカイブ。 2018年12月23日閲覧。
8. 1 2  "交通の不便、ようやく解消　札沼線の豊ヶ岡駅できる". 北海タイムス.(北海タイムス社). (1960年9月13日).
9. ↑  “札沼線静かに廃止 新十津川-道医療大 駅名標を撤去”. 北海道新聞. (2020年5月7日).  オリジナルの2020年5月14日時点におけるアーカイブ。 2020年5月14日閲覧。